# تشارلز بي بويل
تشارلز بي بويل (بالإنجليزية: Charles P. Boyle)‏ هو مصور سينمائي أمريكي، ولد في 26 يوليو 1892 في إلينوي في الولايات المتحدة، وتوفي في 28 مايو 1968 في لوس أنجلوس في الولايات المتحدة.

## وصلات خارجية
- تشارلز بي بويل على موقع IMDb (الإنجليزية)
- تشارلز بي بويل على موقع ألو سيني (الفرنسية)
- تشارلز بي بويل على موقع أول موفي (الإنجليزية)
- تشارلز بي بويل على موقع قاعدة بيانات الأفلام السويدية (السويدية)
- تشارلز بي بويل على موقع قاعدة بيانات الفيلم (الإنجليزية)
- تشارلز بي بويل على موقع كينوبويسك (الروسية)